# 일본국 헌법 제58조
일본국 헌법 제58조(일본어: 日本国憲法第58条)은 일본국 헌법 제4장 "국회"의 조문 중 하나이다. 양원의 임원 선임, 양원의 규칙, 징벌에 대해 규정하고 있다.

## 조문
일본국 헌법 제58조
① 양 의원(議院)은 각각 그 의장 그 외 임원을 선임한다.
② 양 의원(議院)은 각각 그 회의 그 외 절차 및 내부 규율에 관한 규칙을 정하고, 또한 원내의 질서를 어지럽힌 의원을 징벌할 수 있다. 단 의원을 제명하려면 출석 의원의 3분의 2 이상의 다수에 의한 의결을 필요로 한다.

## 해설

### 제1항
양 의원(중의원, 참의원)은 각각 의장과 기타 임원을 선임한다. 조문에서는 의장만을 언급하고 있고 부의장에 대한 언급은 없다. 따라서 부의장은 '기타 임원'에 해당한다고 본다.

### 제2항
의원 징계권에 대해 규정하고 있는데, 여기서 '징벌'이란 각 의원(議院)이 조직체로서의 질서를 유지하고 그 기능의 운영을 원활하게 하기 위하여 '자율적'으로 결정하는 것이다. 그러한 취지에서 각 의원(議院)이 의원(議員)을 징계할 수 있는 경우는 "원내의 질서를 어지럽힌 경우"로 한정하고 있다.